# 松川町停留場
松川町停留場（まつかわちょうていりゅうじょう、松川町電停）は、広島県広島市南区松川町にある広島電鉄皆実線の停留場である。駅番号はH01。

## 歴史
広島電鉄の駅前大橋ルートの整備に伴い、新線区間に設置された。広島電鉄市内線で停留場が新設されるのは、1982年（昭和57年）の南区役所前電停以来43年ぶりである。

### 年表
- 2019年（平成31年）3月27日：当停留場の設置が発表される[5]。
- 2025年（令和7年）8月3日：開業[2]。駅番号「H01」を付与[6]。

## 停留場構造
ホームの長さは約39メートルで、高さは道路から約30センチメートルかさ上げされている。

### 運行系統
当停留場には広島電鉄で運行されている系統のうち、5号線のみが乗り入れている。
| A | 5号線 | 広島駅方面 |
| B | 5号線 | 広島港方面 |

## 停留場周辺
- 穴吹カレッジキャリアアップスクール
- 松川公園
- 顕本法華宗妙詠寺
- 東広島橋

## 隣の停留場
広島電鉄
皆実線
稲荷町停留場 (M02) - 松川町停留場 (H01) - 比治山下停留場 (H02)